# 圣路易斯灵魂队
聖路易精神隊是1976年NBA(National Basketball Association)                            
和ABA(American Basketball Association)合併時，兩支沒併入NBA的球隊之一。
球隊僅僅存在了兩個球季: 1974-1975，1975-1976。主場為  St. Louis Arena。